# Gaîté-Lyrique
Pour les articles homonymes, voir Gaîté.
Ne doit pas être confondu avec le théâtre de la Gaîté-Montparnasse dans le 14e arrondissement.
La Gaîté Lyrique, anciennement théâtre de la Gaîté ou Gaîté-Lyrique, est une salle de spectacle parisienne située 3bis rue Papin (3e) et reconvertie en lieu culturel de la Ville de Paris depuis 2011.

## Historique

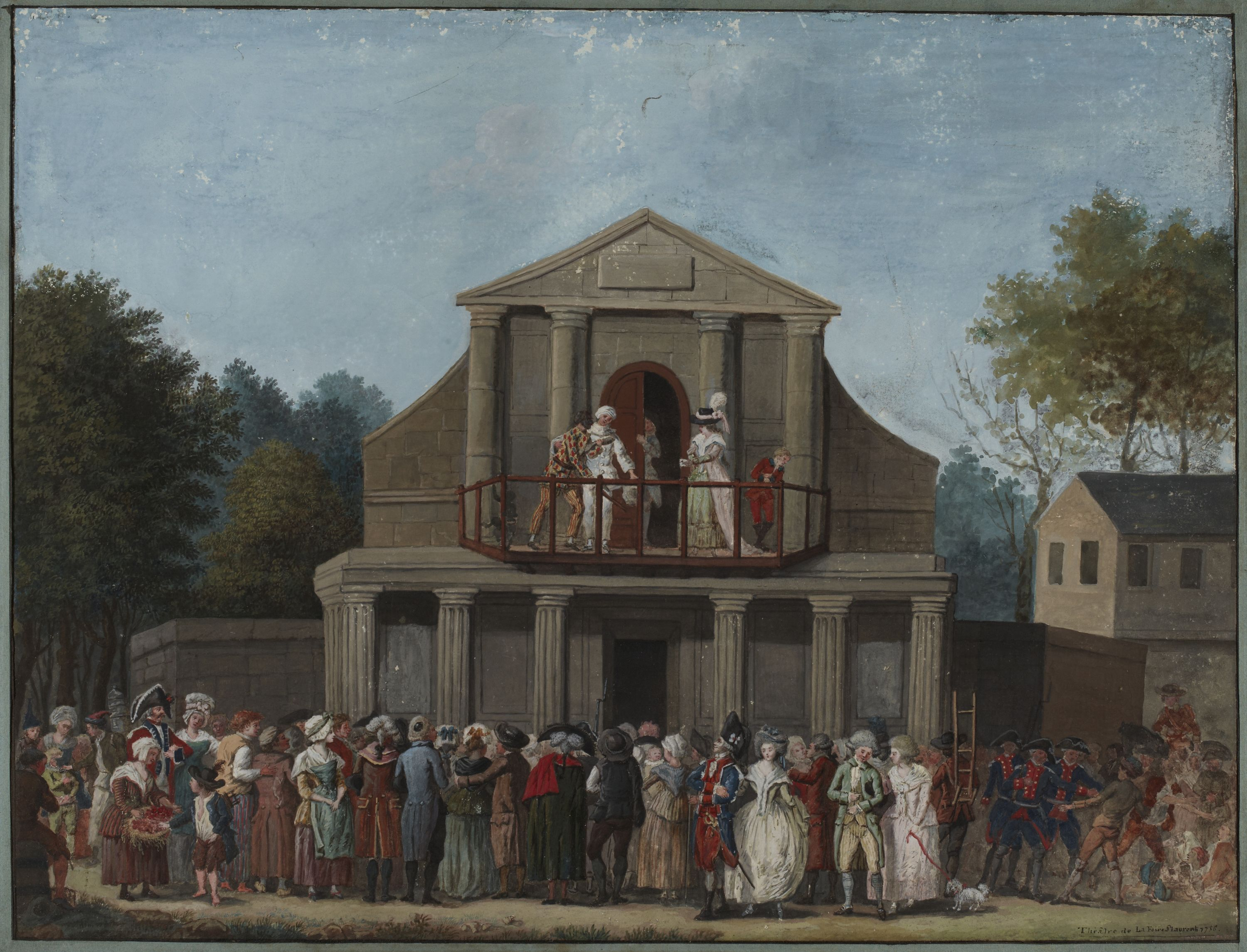
Le premier théâtre de Nicolet.

### 1763-1862: Première Gaîté
En 1759, Jean-Baptiste Nicolet (1728-1796) installe sur le boulevard du Temple un spectacle dans la tradition du théâtre de la foire, qui attire un public grandissant malgré les plaintes de la Comédie-Italienne, officiellement protégée par privilège. En 1772, la troupe de Nicolet obtient la dénomination royale de théâtre des Grands Danseurs du Roi, rebaptisé en 1789 théâtre de la Gaîté et Grands Danseurs, puis simplement théâtre de la Gaîté en 1792.
En 1795, Nicolet passe la main à Louis-François Ribié qui crée le théâtre d'Émulation mais jette l'éponge quatre ans plus tard. Redevenue Gaîté et dédiée au mélodrame, la salle est entièrement reconstruite en 1808 par l'architecte Antoine Peyre et dotée désormais d'une capacité de 1800 places. Le dramaturge René-Charles Guilbert de Pixerécourt, à qui la salle doit en grande partie son succès, en prend la direction de 1825 à 1830. Détruite par un incendie en 1835 pendant une répétition générale, elle est immédiatement reconstruite d'après les plans d'Alexandre Bourlat. Montigny (1838-1844), Horace Meyer (1838-1849), Hippolyte Hostein (1849-1858) et Alfred Harmant (1858-1862) se succèdent avec le même bonheur à la tête de la salle. Frédérick Lemaître y joue Paillasse en 1850 et Joseph Fauveau en 1854. Fréquenté par toute la bonne société du Second Empire, il accueille Napoléon III et son épouse. Cette notoriété lui vaut, lors de son expropriation en 1862 pour permettre le percement de la  place de la République, d'être aussitôt transféré dans une salle édifiée presque à l'identique par l'architecte Alphonse Cusin au square des Arts-et-Métiers.

### 1862-1986: Temple de l'opérette

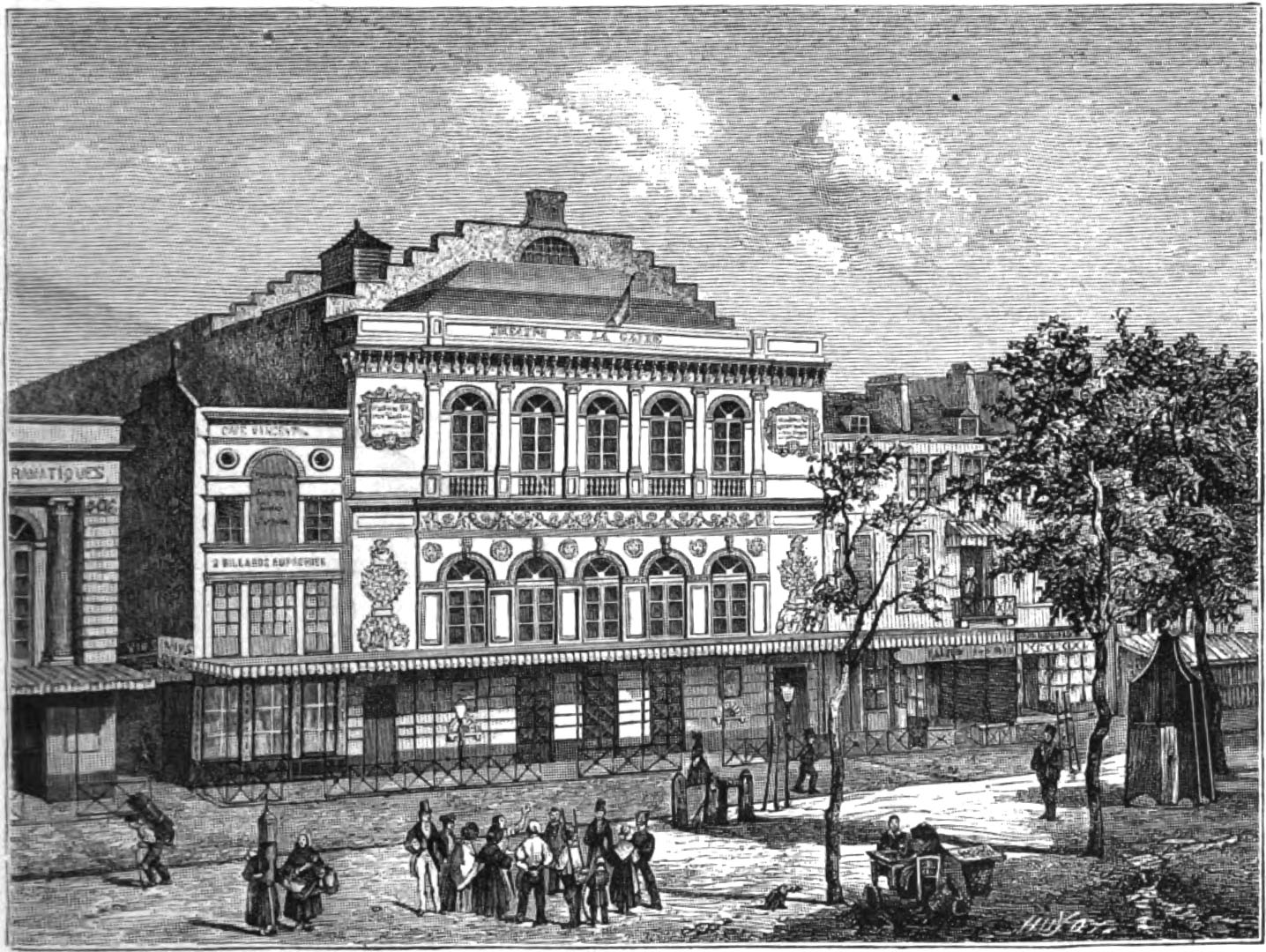
Le théâtre de la Gaîté de 1835 à 1862.

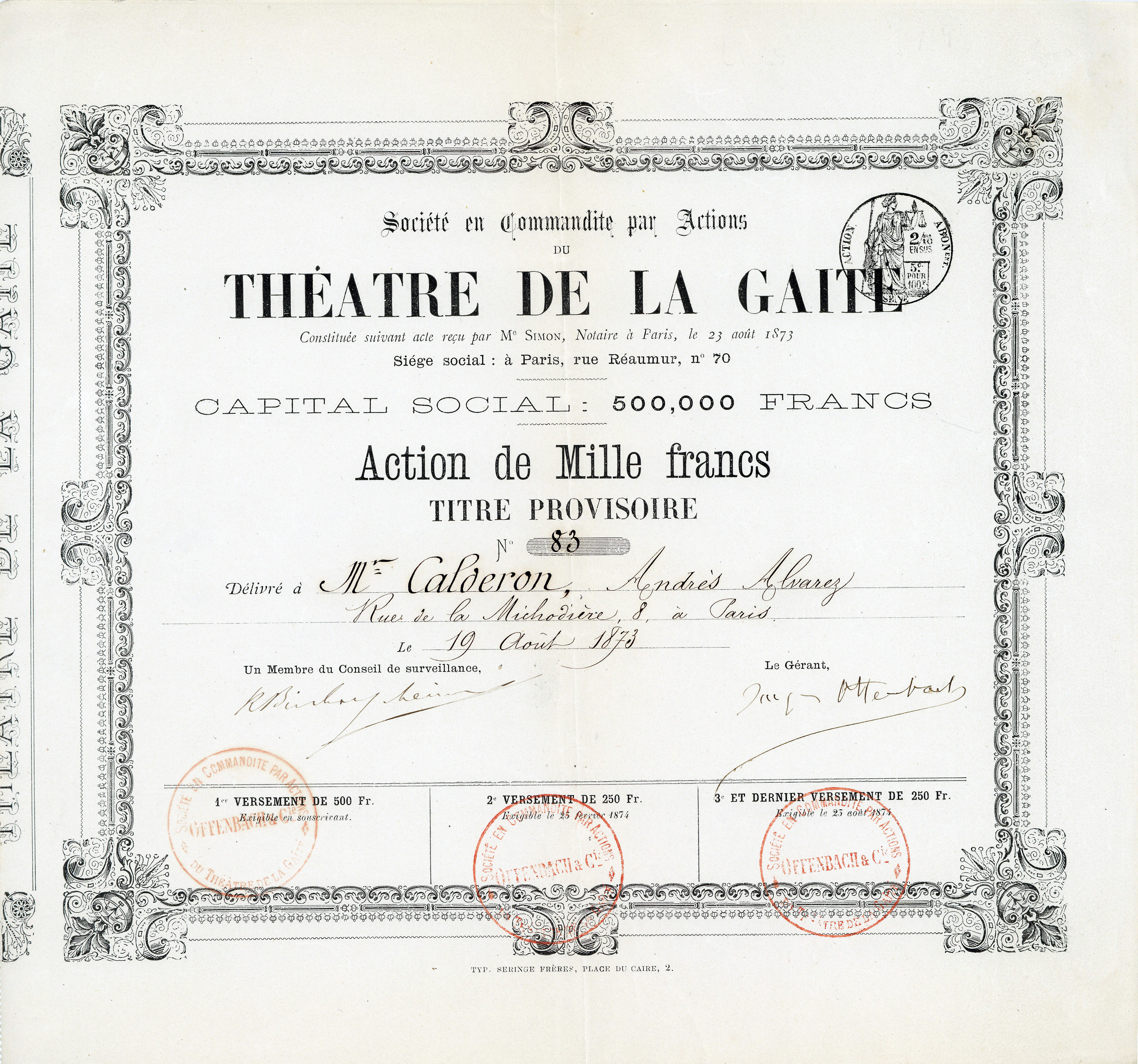
Action du Théâtre de la Gaité de 1000 francs, émise le 19 août 1873, signée en original par Jaques Offenbach en tant que gérant. Offenbach rénova le théâtre de fond en comble pour le rouvrir le 2 septembre 1873 avec "Le Gascon", un drame de Théodore Barière pour lequel il avait lui-même contribué à la musique. Offenbach investit 360.000 francs dans la mise en scène du drame historique "La Heine" de Victorien Sardou, dont la première eut lieu le 3 décembre 1874, mais le succès ne fut pas au rendez-vous, ce qui entraîna finalement la dissolution de la société.

Succédant à Louis Dumaine, Victor Koning et Pierre Grivot, Jacques Offenbach, qui prend la direction de la Gaîté en juin 1873 et la consacre dès lors à l'art lyrique. Albert Vizentini, son chef d'orchestre, lui succède en 1875. Entre le 5 mai 1876 au 2 janvier 1878, sous l'appellation Théâtre-Lyrique-National (également appelé Théâtre-National-Lyrique ou Opéra-National-Lyrique), il crée plusieurs opéras tels Paul et Virginie de Victor Massé ou Le Timbre d’argent de Camille Saint-Saëns.

Il est baptisé théâtre municipal de la Gaîté-Lyrique (ou Théâtre lyrique municipal de la Gaîté) en 1908. En 1918, les Ballets russes de Serge Diaghilev s'y produisent avec un immense succès. Dans les années 1930, Le Pays du sourire y est créé avec Willy Thunis.

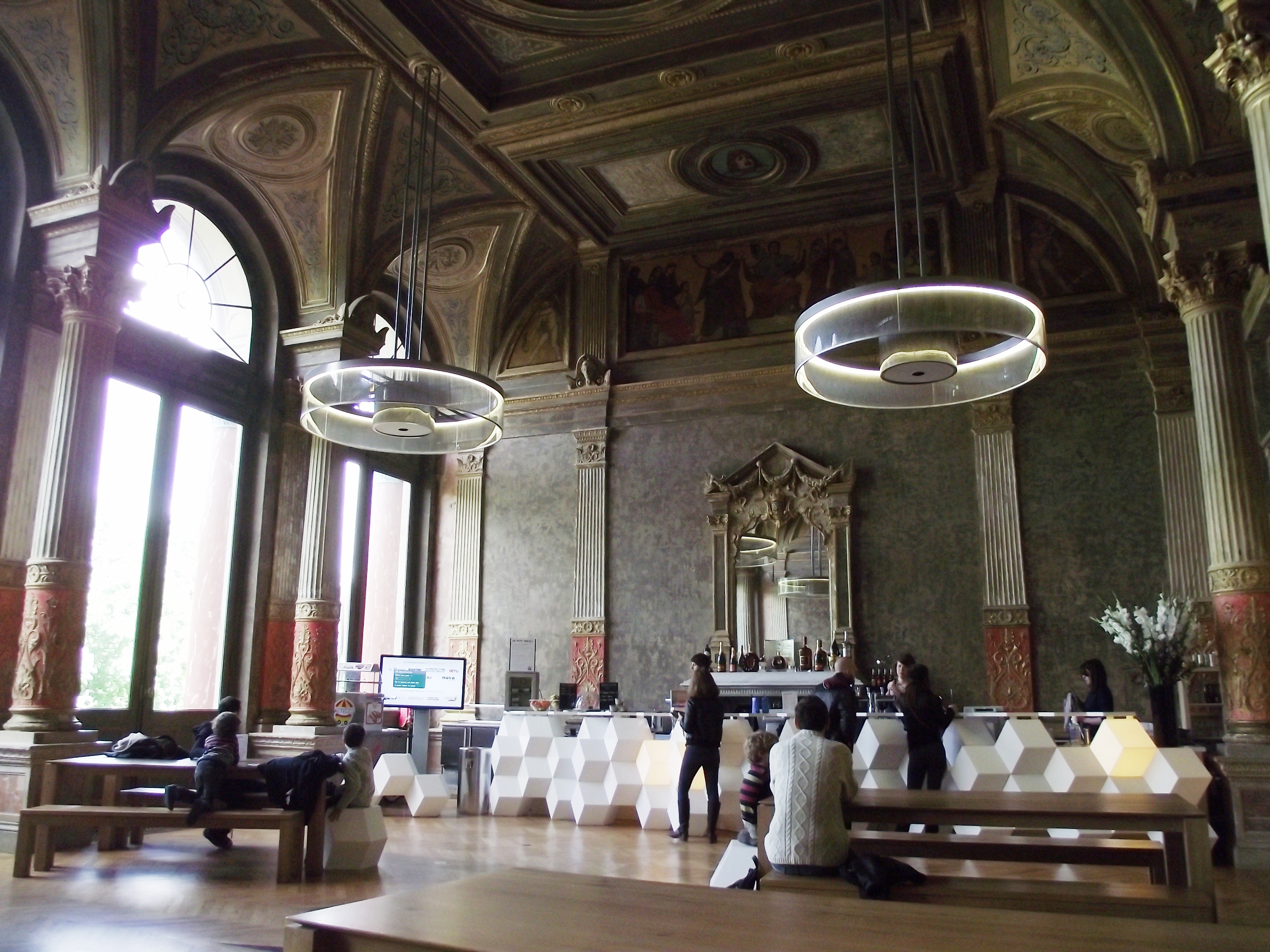
Le foyer de l'Impératrice Eugénie.

Après la Seconde Guerre mondiale, Henri Montjoye et son épouse Germaine Roger prennent la direction du théâtre. De nombreux succès sont alors créés : Andalousie, Chevalier du ciel, Chanson gitane avec André Dassary et Marina Hotine et Visa pour l'amour avec Luis Mariano, Collorado avec Michel Dens, Minnie Moustache avec les Compagnons de la chanson. Le théâtre ferme en 1963 pour cause de déficit. Il nécessite d'importants travaux que la ville de Paris n'est pas disposée à financer et reste à l'abandon. À partir de 1967, il ouvre épisodiquement. En 1974, le Carré Silvia-Monfort et la première école de cirque s'y installent pour quatre ans. Le service de sécurité de la Direction des domaines de la Ville de Paris interdit[pourquoi ?] l'usage de la salle à l'italienne, qui comptait 1 500 places, avec une fosse d'orchestre pouvant accueillir une quarantaine de musiciens. Pour séparer la scène de la salle, un grand mur en béton est alors construit dans l'ancienne salle à l'italienne. En lieu et place de la scène, une nouvelle salle est réalisée. Au vu des risques d'incendie, six pompiers sont de service les premiers soirs de représentations. Pour créer une deuxième salle plus petite, l'installation d'un plancher condamne le hall et l'escalier de marbre.
Le théâtre est dans un triste état et a un besoin essentiel de restauration pour ne pas sombrer. Jacques Chirac, maire de Paris, débloque les fonds pour réaliser les travaux tant attendus en 1977. Ils sont d'abord remis à plus tard et n'auront jamais lieu. Le site est laissé à l'abandon. Au début des années 1980, le dôme magistral de la salle menace de s'effondrer et une portion de la grande salle est bétonnée faute de mieux. En 1984, le théâtre est classé à l'inventaire des monuments historiques.

### 1989-1991:Planète magique
En 1989, le théâtre transformé en parc d'attractions est inauguré sous le nom Planète magique selon le projet de Jean Chalopin. La façade, le foyer de l'Impératrice Eugénie et le hall d'entrée sont rénovés. Par contre, la grande salle à l'italienne est détruite. Le nouveau projet qui a transfiguré le théâtre est un échec. Le parc fait faillite et en 1991, le théâtre ferme de nouveau.

### 2011: Lieu des cultures à l'ère du numérique

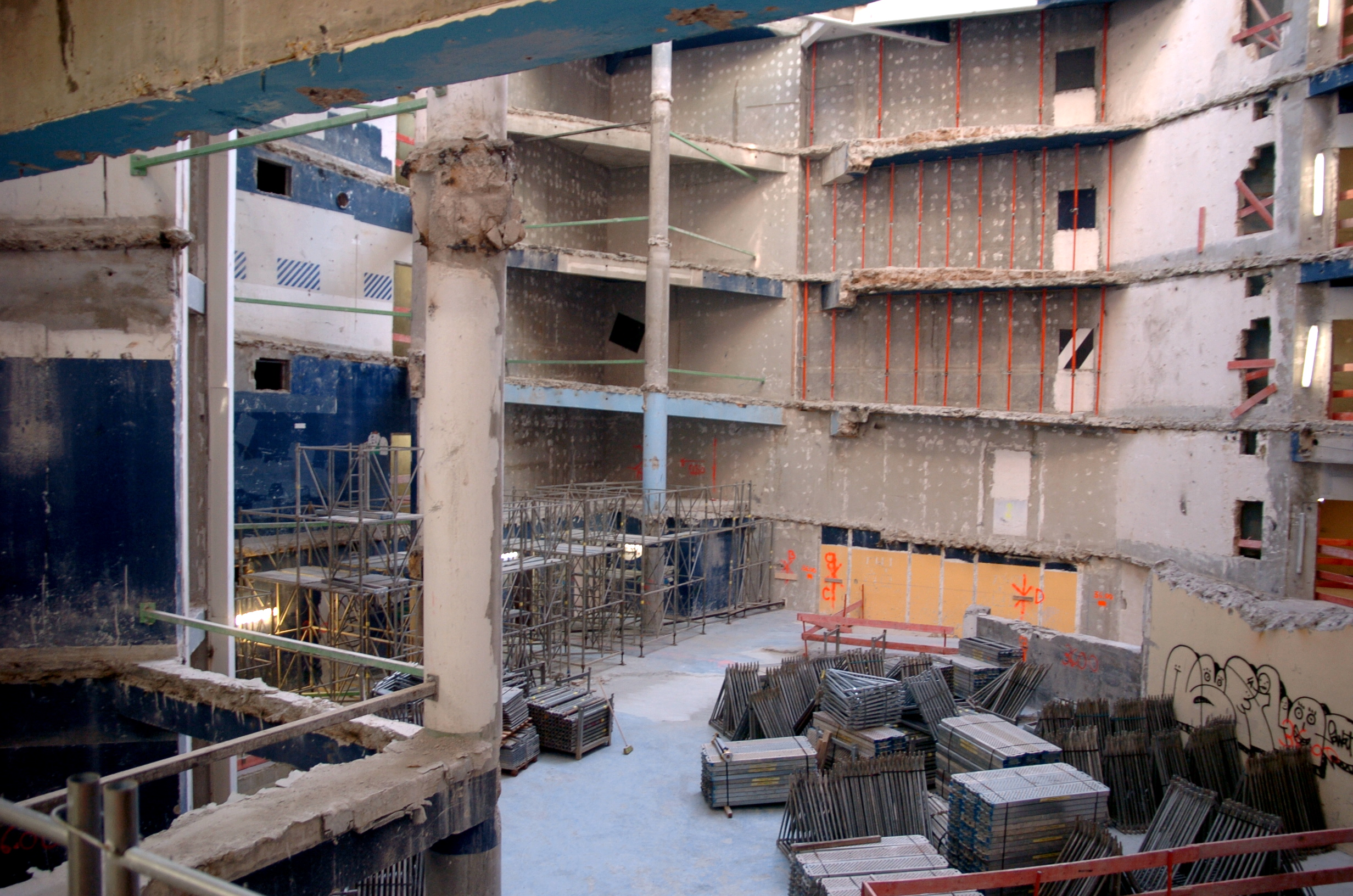
Intérieur de la Gaîté-Lyrique, le 19 décembre 2007, quelques mois après le début des travaux.

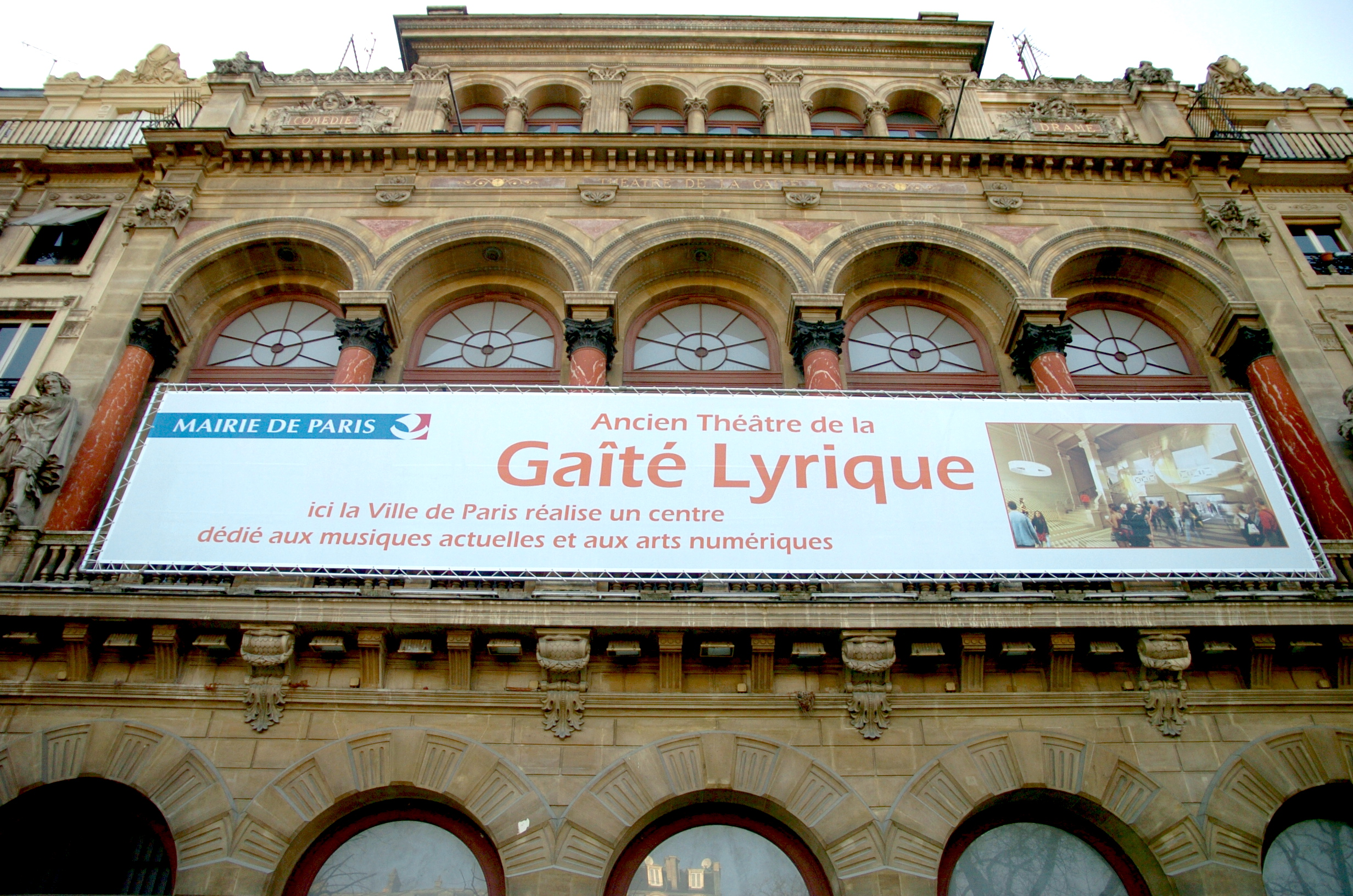
Façade de la Gaîté-Lyrique, le 19 décembre 2007, quelques mois après le début des travaux.

En 2001, sous l'impulsion de Bertrand Delanoë, la Ville de Paris prend la décision d'y créer un centre culturel consacré aux arts numériques et aux musiques actuelles. Prévu à l'origine pour ouvrir en 2005, le projet architectural définitif n'est validé qu'en juillet 2006. Les travaux débutent en août 2007, la délégation de service public étant confiée à l'architecte Manuelle Gautrand.
Les travaux s'achèvent en janvier 2011, l'inauguration de ce nouvel établissement a lieu le 1er mars 2011 et son ouverture au public le 2 mars. Jérôme Delormas est alors chargé de la gestion, de la direction et de la direction artistique.
Bien que la rénovation du bâtiment soit conséquente, le projet veut respecter les parties historiques du bâtiment. Ainsi, la Gaîté Lyrique se présente comme un « bâtiment outil » au service des artistes et des thématiques mises en place chaque année.

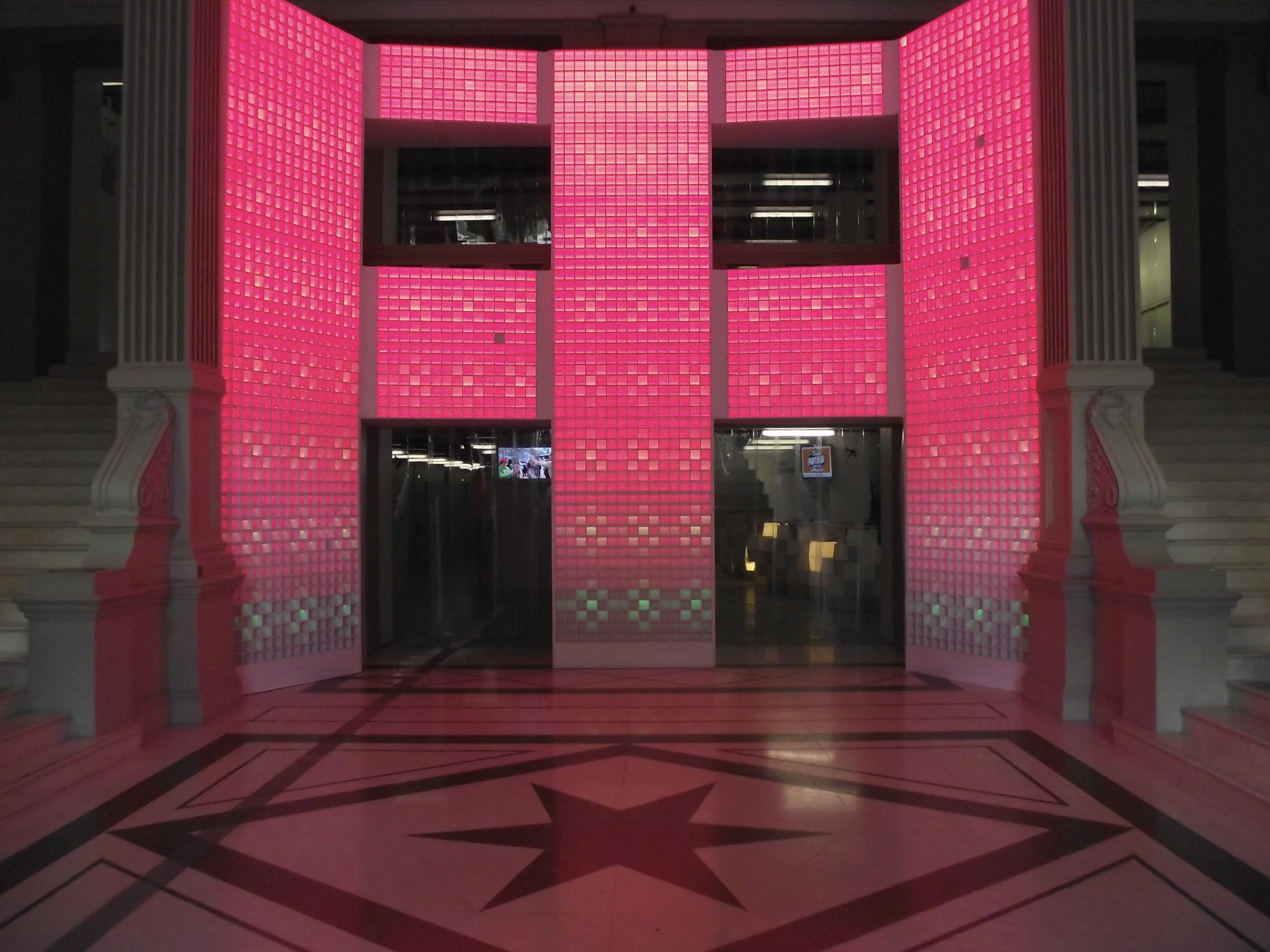
Le hall d'entrée.

Il se présente comme un endroit pour comprendre les relations entre les progrès techniques et l’évolution des formes artistiques en permettant la rencontre de la culture, de l’histoire et de la modernité. Il témoigne ainsi de l’hybridation des médias propre à l’expression artistique du XXIe siècle. Cet établissement culturel de la Ville de Paris est géré, en délégation de service public. En 2011, l'établissement était géré par un groupe financier composé de la maison de disques Naïve, et la société Ineo et son budget annuel de fonctionnement était de 9,5 millions d’euros, dont 5,45 de subvention municipale.

### 2023:La Gaîté Lyrique – Fabrique de l'époque
Au terme d’un appel à candidatures lancé en avril 2022 par la Ville de Paris, la Gaîté Lyrique devient une concession de services avec La Fabrique de l'époque, un projet porté par un consortium composé de l’association culturelle Arty Farty, l’association de mobilisation makesense, l’ONG internationale citoyenne Singa, le média européen Arte (ARTE France), et la maison d’édition Actes Sud.

### 2024: Occupation par des migrants
À partir de décembre 2024, la Gaîté lyrique est occupée par plus de 400 migrants déboutés de leur demande de reconnaissance de minorité. La direction de l'établissement refuse d'expulser ces personnes à la porte durant l'hiver, soulignant la légitimité de la revendication, et ce, malgré le risque du dépôt de bilan. La programmation de la salle est alors annulée,.
Fin février 2025, la société gestionnaire de l’établissement culturel « SAS Gaîté Lyrique » annonce « ne plus être en mesure d’assurer la gestion, l’entretien et l’exploitation du bâtiment ». Par conséquent, elle informe la Ville de Paris de sa volonté de suspendre le contrat de concession.
Le 18 mars 2025, les migrants sont expulsés par une intervention de policiers et de gendarmes ordonnée par la préfecture de police de Paris. Après avoir effectué un état des lieux, Juliette Donadieu, la directrice générale de l'établissement, estime que les locaux ont été « abîmés par une suroccupation » mais qu'ils n'ont pas subi de « dégradation ou de destruction majeure », et qu'une nouvelle programmation était envisagée d'ici « les semaines à venir ».

## Façade du bâtiment

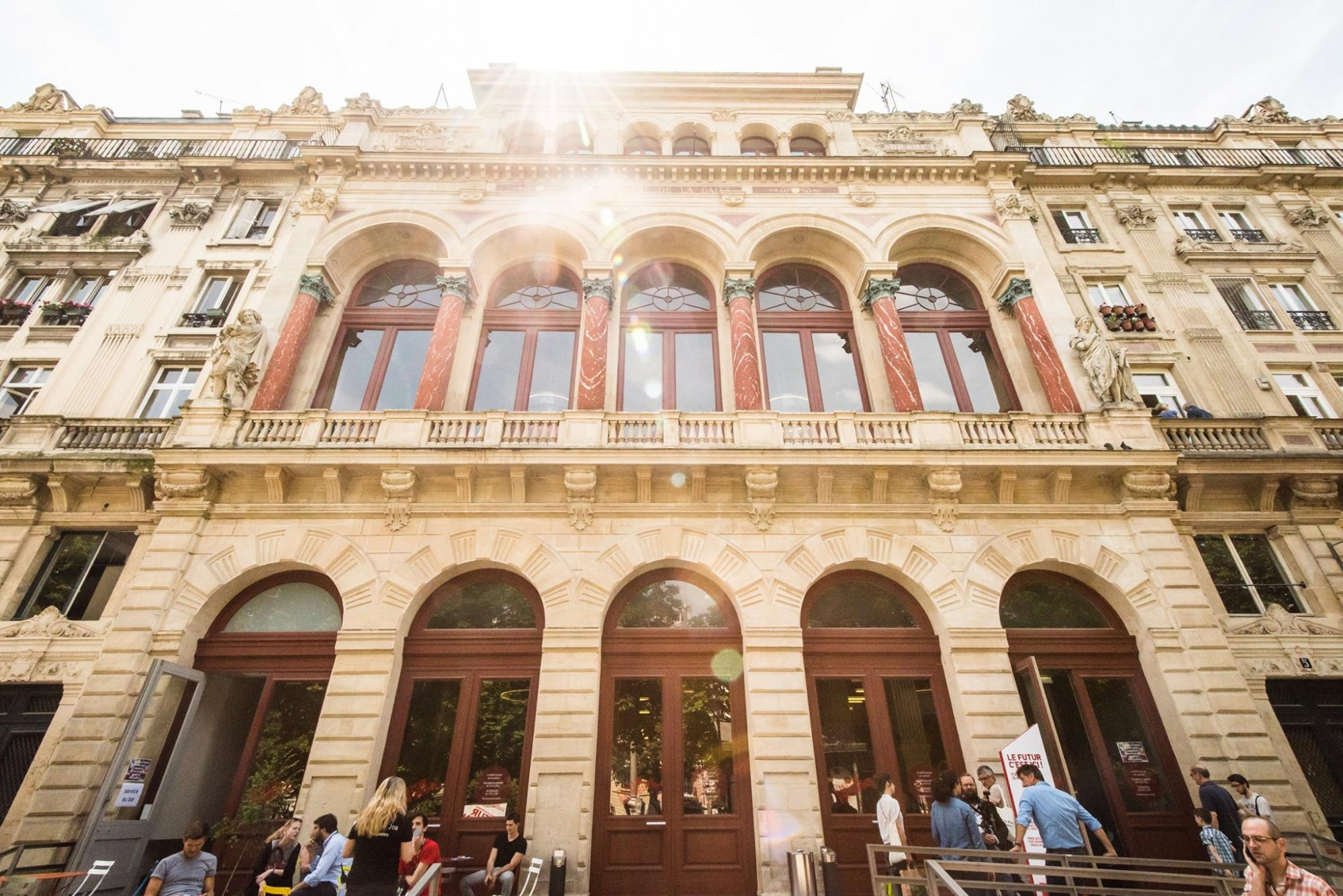
Façade de la Gaîté-Lyrique, rue Papin, en 2021.

Mesurant 18 mètres de long, elle se compose de cinq arcades au rez-de-chaussée. Au-dessus, une loggia sur laquelle se trouvent deux sculptures de 2,30 mètres : à gauche, La Comédie personnifiée par Scapin de Molière (statue d'Amédée Doublemard) et, à droite, Le Drame sous les traits de Hamlet de Shakespeare (œuvre d'Eugène Louis Godin).
Le premier étage est également composé de cinq arcades avec des portes qui s'ouvrent sur le foyer historique. Ces portes sont garnies de médaillons peints par Armand Félix Marie Jobbé-Duval qui représentent les bustes de Schiller, Beaumarchais, Racine, Molière et Shakespeare.

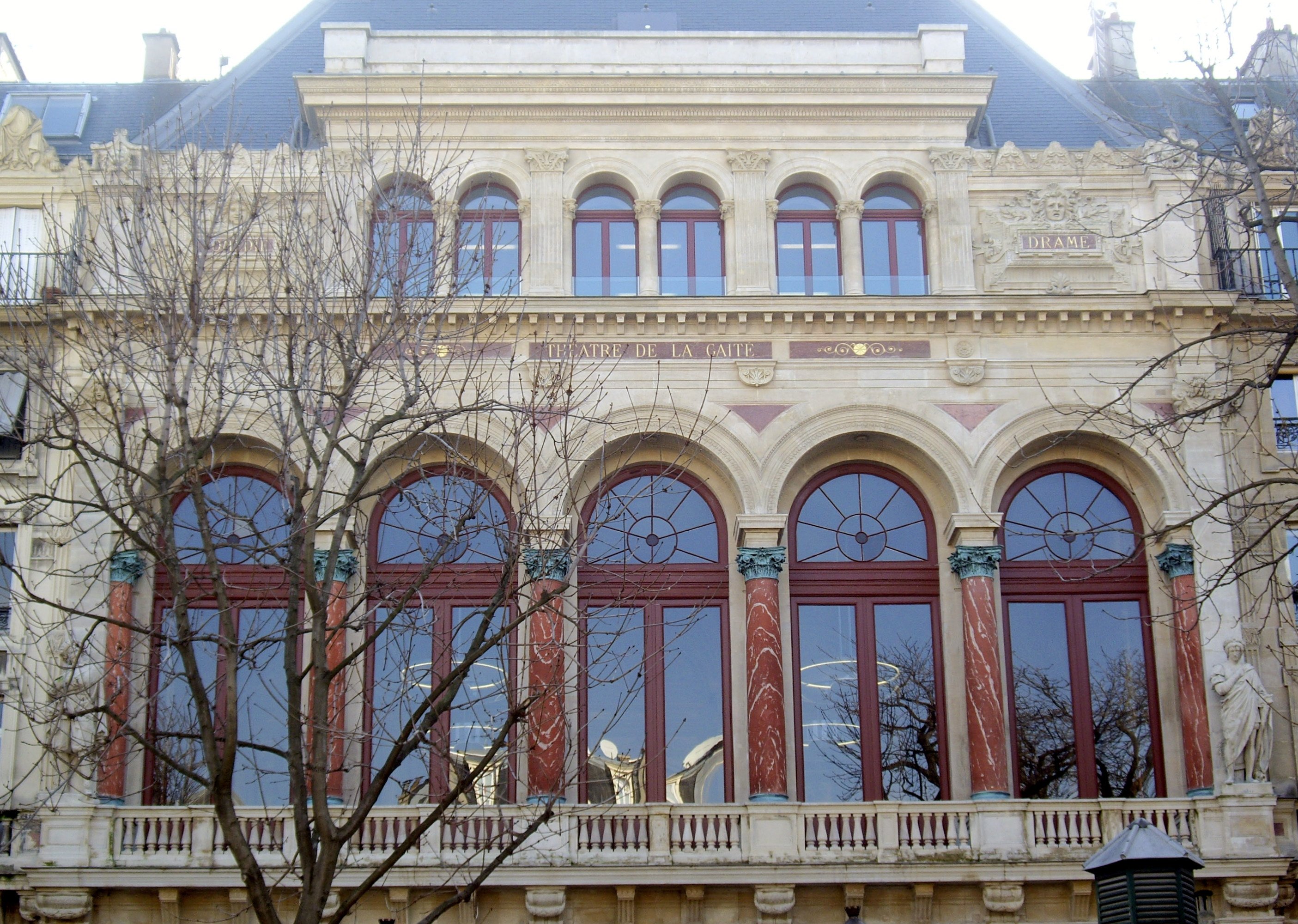
Partie supérieure de la façade conçue par Alphonse Cusin.
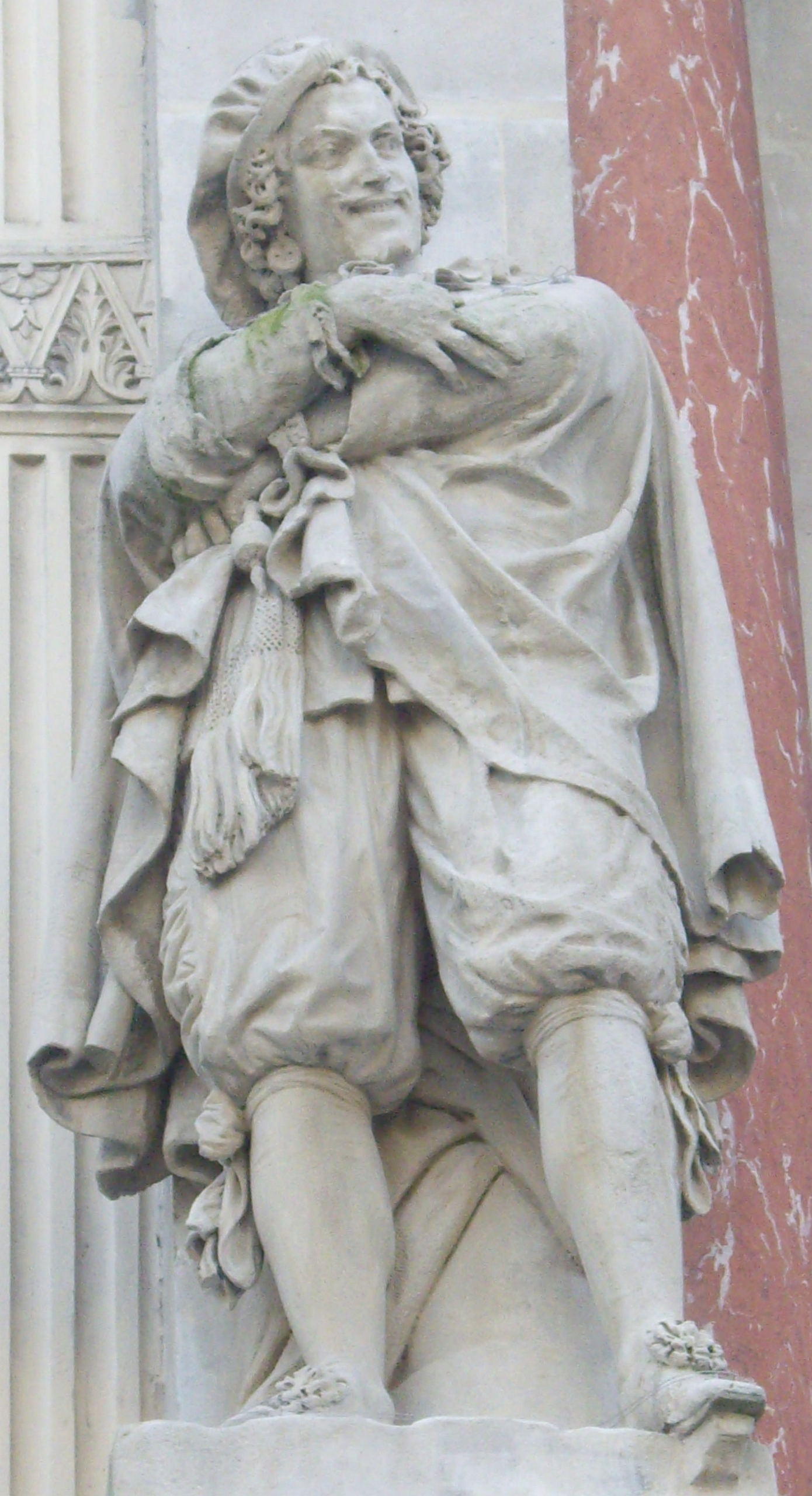
La Comédie, œuvre d'Amédée Doublemard ornant le côté gauche de la façade.
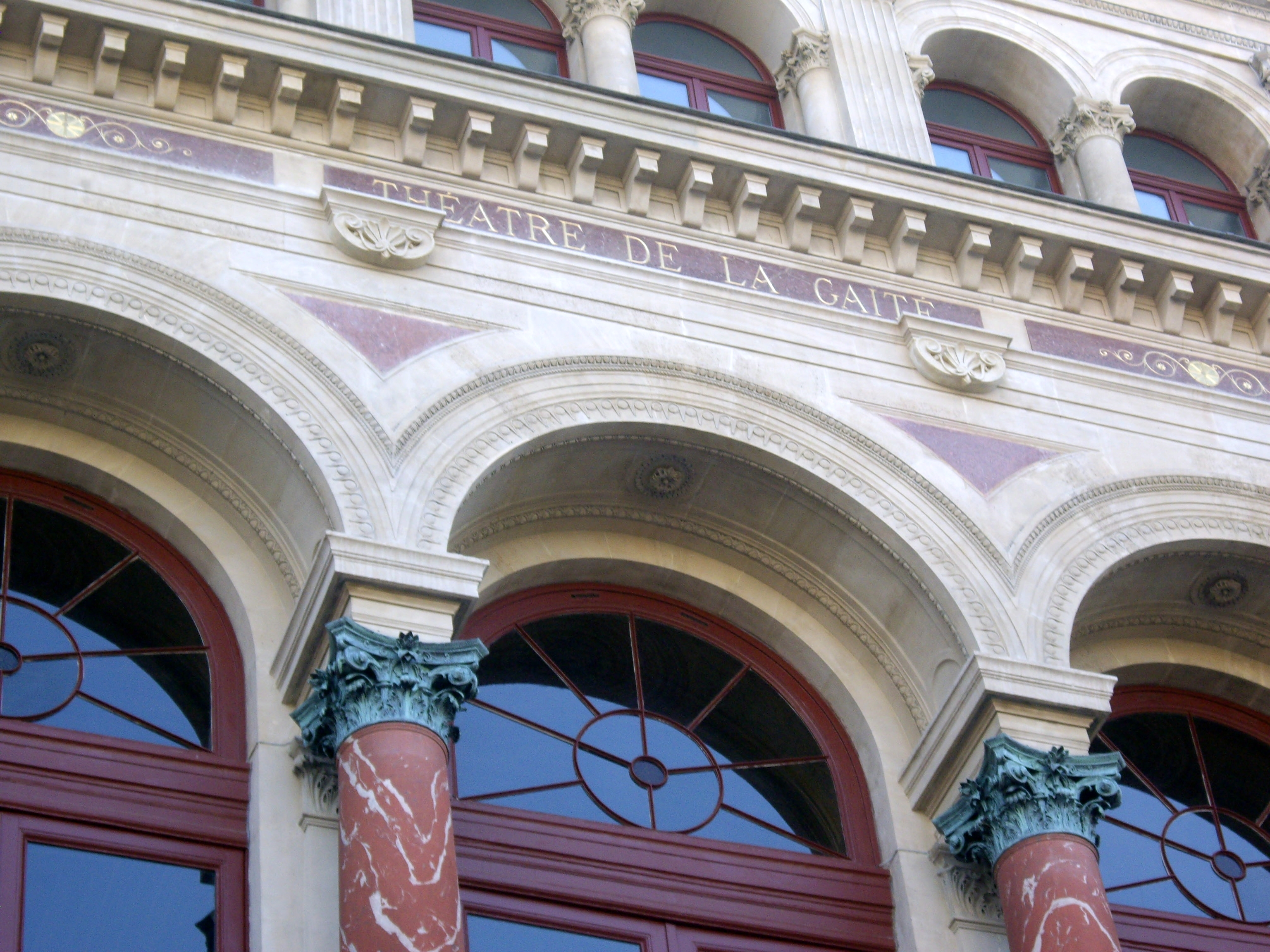
Cartouche avec le nom de l’établissement.

## Accès
Le site est desservi par les stations de métro Réaumur - Sébastopol, Arts et Métiers et Strasbourg - Saint-Denis.

### Sources et bibliographie
- Préfecture du département de la Seine, direction des travaux, « Théâtre de la Gaîté », dans Inventaire général des œuvres d'art appartenant à la Ville de Paris dressé par le service des beaux-arts, t. 1 Édifices civils, Paris, Imprimerie centrale des chemins de fer A. Chaix et Cie, 1878 (lire en ligne), p. 55-59.
- Philippe Chauveau, Les Théâtres parisiens disparus : 1402-1986, Paris, L’Amandier, 1999, 586 p. (ISBN 2-907649-30-2), p. 267-286.

### Histoire du théâtre
- « Histoire de la Gaîté-Lyrique », Inf'operette.
- « Les représentations données aux Grands-Danseurs du Roi et à la Gaîté de 1789 à 1799 », sur cesar.org.uk.

### Vidéo
- Théâtre de la Gaité Lyrique et Planète magique (1989-1991), France 3 Paris, archive INA (15 mars 2003)